# Plittorpsgöl
Plittorpsgöl är en sjö i Oskarshamns kommun i Småland och ingår i Marströmmen-Viråns kustområde.